# Eurostar 320
Als Eurostar 320 (auch Eurostar e320, Eurostar E320 oder Baureihe 374) wird eine Baureihe von Hochgeschwindigkeitszügen des Betreibers Eurostar bezeichnet, die seit November 2015 im Betrieb ist und die älteren Eurotunnel-Züge TGV (britische Baureihe 373) ergänzt. Die 17 Züge sind die für eine Höchstgeschwindigkeit von 320 km/h ausgelegte Ausführung der Siemens-Velaro-Hochgeschwindigkeitszüge (Velaro e320).

## Konzeption und Technik
Die knapp 400 Meter langen Züge werden aus zwei End- und 14 Mittelwagen gebildet und sind durchgehend begehbar. Sie tragen je vier Stromabnehmer für die Gleichspannungen von 1,5 und 3 kV sowie für 25 kV Wechselspannung. Eine Ausrüstung für die in Deutschland verwendete Wechselspannung von 15 kV einschließlich vier weiterer Stromabnehmer ist als Option vorgesehen.
Die Triebzüge besitzen entsprechend der Velaro-Plattform einen verteilten Antrieb, bei dem mehrere Achsen über den Zug verteilt angetrieben werden. Am für Reisende benutzbaren Wagenübergang zwischen den angetriebenen Wagen 8 und 9 ist eine spezielle Kupplung zur einfachen Trennung des Zuges angebracht. Jede Hälfte ist für sich autark, sodass bei Störungen in der einen Hälfte die andere betriebsfähig bleibt. Es wird jedoch keine planmäßigen Fahrten mit achtteiligen Halbzügen geben.

## Ausstattung
Die Triebzüge bieten eine Kapazität von rund 900 Sitzplätzen und erreichen eine Höchstgeschwindigkeit von 320 km/h. Wegen der Sicherheitsanforderungen des Kanaltunnels müssen die Züge im Brandfall 30 Minuten fahrfähig bleiben, deshalb sind sie mit Feuerlöscheinrichtungen und Brandschutztüren ausgerüstet.

## Geschichte

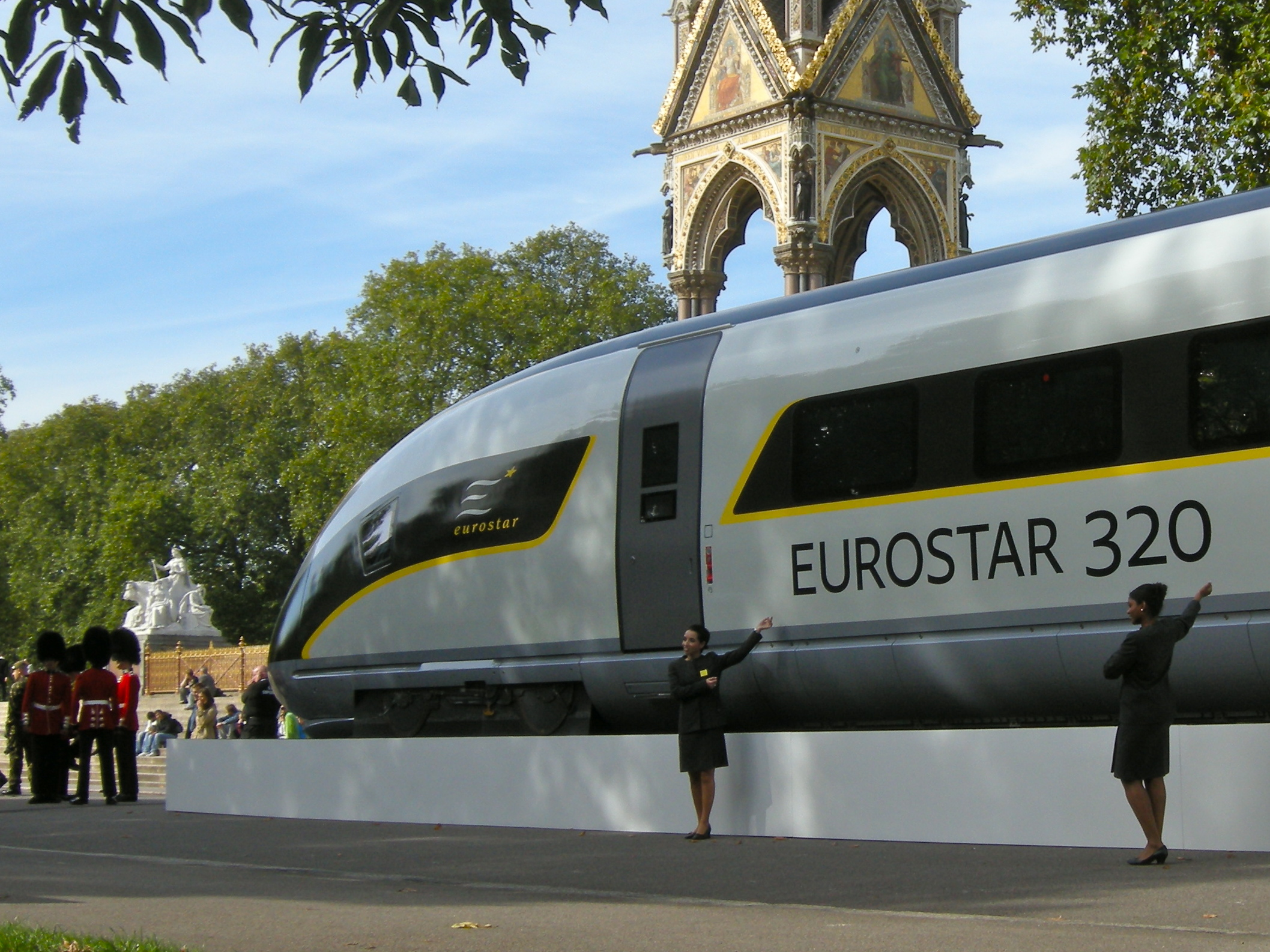
Modell eines Eurostar 320 bei seiner Vorstellung im Londoner Hyde Park am 7. Oktober 2010

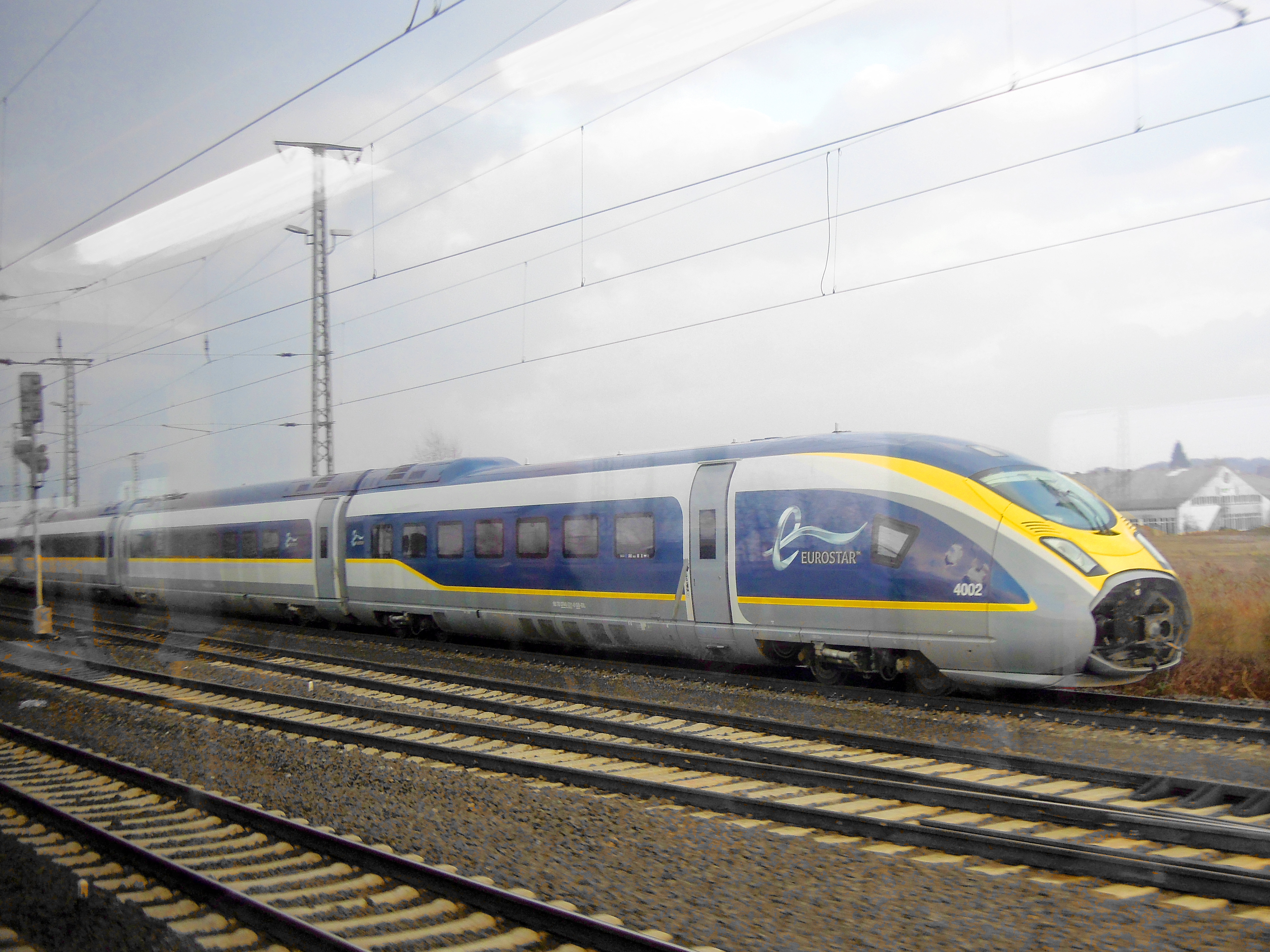
Eurostar 4002 bei seiner Überführung in Mönchengladbach

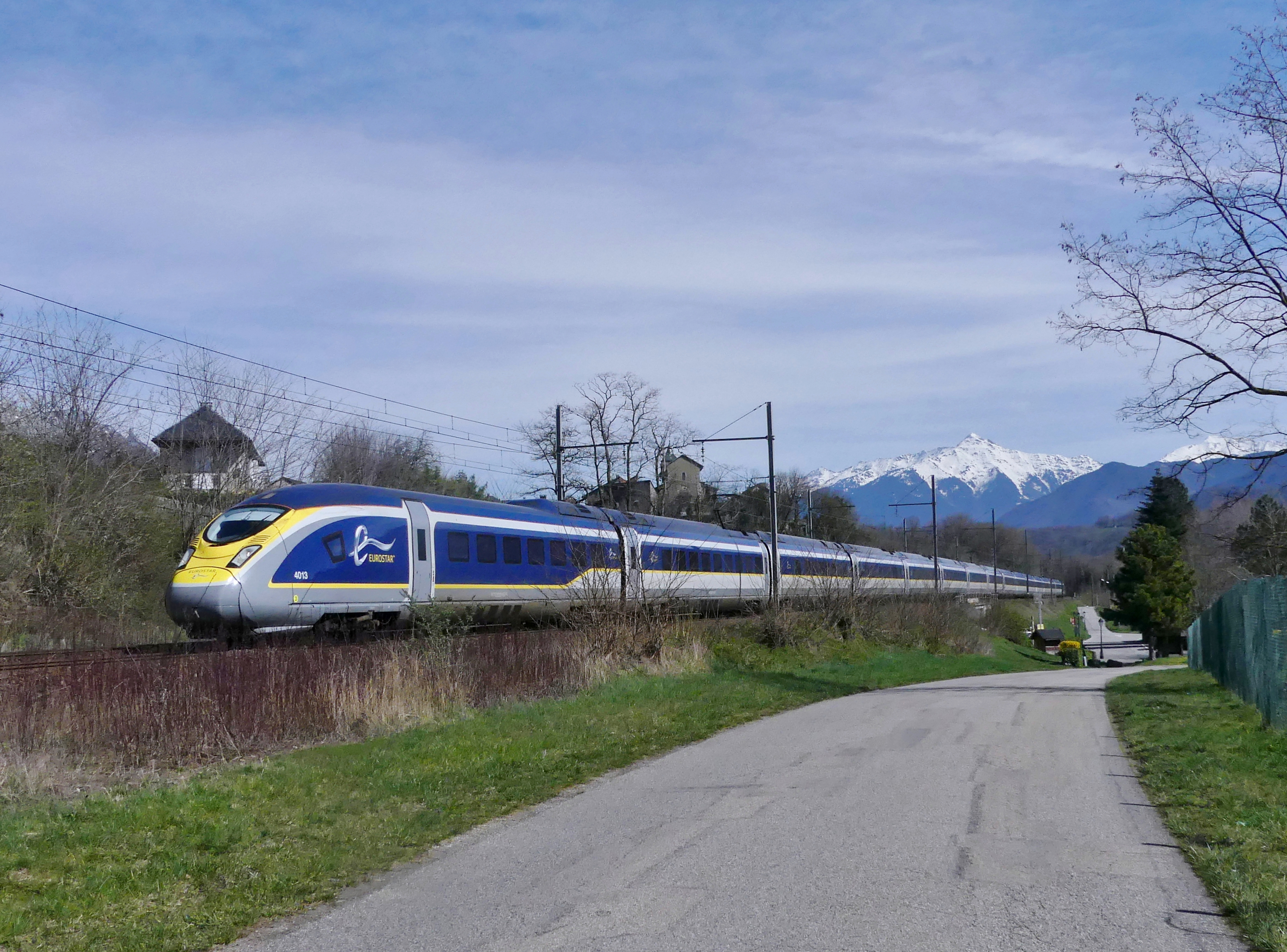
Ein Eurostar-Zug in den französischen Alpen (2020)

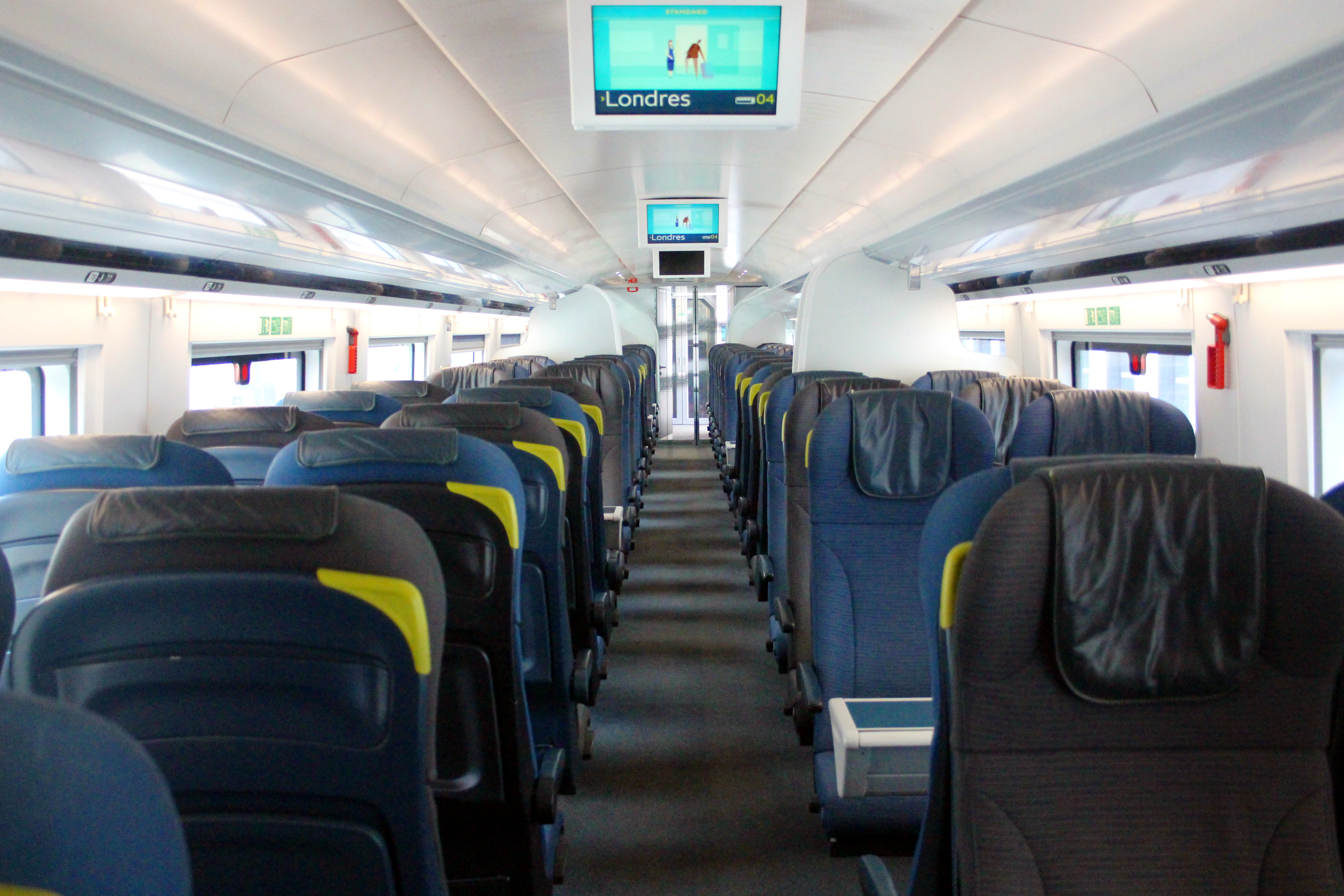
Innenraum eines Eurostar 320

Auf einer Pressekonferenz am 7. Oktober 2010 gab Eurostar in London bekannt, einen Auftrag über zehn neue Hochgeschwindigkeitszüge mit einer Höchstgeschwindigkeit von 320 km/h an den Hersteller Siemens zu vergeben. Die Investition von 700 Millionen Britischen Pfund, die auch Modernisierungsmaßnahmen an der bestehenden Flotte mit einschließt, soll über Eigenmittel und Banken finanziert werden. Das Auftragsvolumen der neuen Züge wurde später mit rund 700 Millionen Euro beziffert. Darüber hinaus ist der Umbau des Londoner Depots Temple Mills zur künftigen Wartung des Eurostar 320 Vertragsbestandteil.
Das Verkehrsunternehmen Eurostar Group mit Sitz in London, bestehend aus einer Gemeinschaft aus französischen (SNCF mit einer Mehrheitsbeteiligung von 55 %), britischen und belgischen Eisenbahnunternehmen, betrieb vorher ausschließlich TGV-Fahrzeuge des französischen Herstellers Alstom. Die Bekanntgabe, dass der deutsche Siemens-Konzern den Auftrag über künftige Züge erhalten solle, schlug politische Wellen. Alstom leitete sogleich juristische Schritte gegen das Geschäft ein.
Ein Antrag von Alstom auf eine einstweilige Verfügung gegen die Vergabe vor dem High Court of Justice war am 29. Oktober 2010 nach viertägiger Anhörung abgewiesen worden. Das Unternehmen argumentierte, seine Rechte auf Gleichbehandlung, Transparenz und Nichtdiskriminierung seien verletzt worden. Im Verfahren wurde von Eurostar dargelegt, das Angebot von Siemens sei mit 98 von 100 möglichen Punkten besser gewesen als das von Alstom (mit 74 Punkten). Dem Alstom-Angebot habe es in allen Bereichen an der notwendigen Detaillierung gemangelt.
Die Vertragsunterzeichnung zwischen Eurostar und Siemens verzögerte sich, da Alstom im November 2010 eine Klage gegen Eurostars Vergabeverfahren vor dem High Court einreichte. Bei einer vorläufigen Anhörung am gleichen Tag ordnete das Gericht die Offenlegung der dem Auswahlverfahren zugrunde liegenden Dokumente binnen drei Wochen an. Gegen diese Veröffentlichung gerichtete Anträge von Siemens und Eurostar wurden abgewiesen. Im Juli 2011 wurde die Vergabe an Siemens gerichtlich bestätigt. Alstom verfolgte bis April 2012 weiter Klagen auf Schadensersatz, beendete die juristische Auseinandersetzung jedoch, nachdem das Unternehmen von der französischen SNCF einen Großauftrag für neue Euroduplex-Züge erhielt.
Im Dezember 2010 wurde der Vertrag zur Lieferung von zehn Hochgeschwindigkeitszügen von Eurostar-Chef Nicolas Petrovic und dem damaligen Vorstandsvorsitzenden der Siemens AG, Peter Löscher, in London unterzeichnet. Kurz vor der Vertragsunterzeichnung mit Siemens traten die beiden Vertreter der französischen Staatsbahn im Eurostar-Aufsichtsrat zurück.
Zur Erfüllung des Vertrags wurde vorausgesetzt, dass die überarbeiteten Regeln für die Verwendung von verteilter Traktion im Eurotunnel rechtzeitig angepasst werden.
Im März 2011 gab die Europäische Eisenbahnagentur (ERA) eine positive Stellungnahme zum verteilten Antrieb ab, wie er im Velaro eingesetzt wird.
Die britisch-französische Tunnelsicherheitskommission IGC (Intergovernmental Commission) stimmte im Juni 2011 den Ausführungen der ERA in einem Grundsatzentscheid zu.
Im Oktober 2011 begann im Siemenswerk in Krefeld-Uerdingen die Fertigung der ersten Rohbauteile.
Ab März 2013 wurde mit einem kompletten, 16-teiligen Triebzug im Prüfcenter Wegberg-Wildenrath getestet. Bereits im September 2012 war dort der erste Triebzug zu Tests eingetroffen.
Im Juli 2013 absolvierte der erste Triebzug Testfahrten in Belgien. Bis Dezember 2013 war ein Triebzug zu Testfahrten in Frankreich. Im November 2014 wurden für die Zulassung Messfahrten im Eurotunnel und auf der High Speed 1 durchgeführt. Dort wurden 300 km/h erreicht.
Im November 2014 gab Eurostar bekannt, sieben weitere Triebzüge bei Siemens zu bestellen. Die Auslieferung dieser Züge wurde im März 2018 abgeschlossen.
Die französische Sicherheitsbehörde erteilte im Oktober 2015 die Berechtigung zur kommerziellen Nutzung als komplette Einheit auf dem nationalen Schienennetz.
Die Zulassung der belgischen Behörde SSICF erfolgte Anfang Januar 2016.
Im April 2016 begannen die Testfahrten in den Niederlanden, das Zulassungsverfahren für die dortigen Strecken wurde 2018 abgeschlossen.

## Betrieb
Die Züge sollten ursprünglich ab 2014 in Betrieb gehen, der Liefertermin wurde jedoch mehrfach verschoben. Laut eigenen Angaben habe Siemens die Komplexität des Auftrags unterschätzt. Am 12. November 2014 wurde der erste Zug der Baureihe durch den Kunden Eurostar in London präsentiert und am 20. November 2015 wurde der Fahrgastbetrieb auf der Strecke nach Paris aufgenommen; im Mai 2016 fuhr der erste Zug fahrplanmäßig nach Brüssel. Bis Mai 2016 sollten alle zehn Züge der ersten Serie ausgeliefert sein, tatsächlich waren im Juni 2016 neun Züge ausgeliefert und der zehnte im Probebetrieb. Im März 2018 waren dann auch die sieben Züge der zweiten Serie in Betrieb.
Mit den neuen e320-Zügen konnte Eurostar sein Netz um die Niederlande als viertes Land erweitern. Bereits 2013 kündigte Eurostar an, zum Dezember 2016 eine Verbindung zwischen London und Amsterdam zu betreiben. Die Aufnahme der Fahrten der Eurostar 320 von und nach Amsterdam erfolgte im April 2018.